# Полоцька область
Полоцька область (біл. Полацкая вобласць) — адміністративна одиниця на території Білоруської РСР, що існувала з 20 вересня 1944 року по 8 січня 1954 року, після чого була ліквідована в ході процесу укрупнення областей. Розташовувалась на півночі і північному заході республіки. 
Адміністративний центр — місто Полоцьк.

## Історія
Область була утворена 20 вересня 1944 року з частин Вілейської та Вітебської областей.
8 січня 1954 року Указом Президії Верховної ради СРСР область була ліквідована, а адміністративні райони увійшли до складу Вітебської (6 районів та обласний центр Полоцьк) і Молодечненської (9 районів) областей.

## Адміністративний поділ
Полоцька Область нараховувала шість міст, шість міських поселень, 217 сільрад, складалась з 15 районів.
- Освейський
- Браславський
- Ветринський
- Відзовський
- Глибоцький
- Дісненський
- Докшицький
- Дріссенський
- Дуниловицький
- Міорський
- Плиський
- Полоцький
- Россонський
- Ушацький
- Шарковщинський